# Felix Daels (politicus)
Felix Jules Marie Georges Daels (Aarschot, 28 mei 1890) was een Belgisch liberaal politicus voor de LP.

## Levensloop
Hij was de kleinzoon van Willem Daels, voormalig burgemeester van Aarschot was. Ook zijn oom, Jan Van Ophem, had deze functie uitgeoefend.
Zelf werd Daels ook politiek actief. In juni 1923 werd Daels aangesteld tot burgemeester van de stad Aarschot. Hij volgde in deze Oscar Coomans op. Deze had in 1922 ontslag had genomen omwille van gezondheidsredenen. In tussentijd was de liberaal H. Goossens dienstdoend burgemeester. In 1927 werd Coomans opnieuw burgemeester.